# Eurico de Freitas Vale
Eurico de Freitas Vale (Belém, 20 de maio de 1888 - ) foi um advogado, jornalista e político brasileiro.

## Biografia
Filho de Nenrod Augusto de Azevedo Valle e Ana Amélia de Freitas Valle, foi filiado ao Partido Republicano (PR) durante a República Velha.
Ocupou diversos cargos públicos representando o estado do Pará, tendo sido governador e deputado estadual. No Rio de Janeiro, representou o estado na Câmara dos Deputados por dois mandatos. Como jornalista colaborou com o jornal Folha do Norte, produzido no Pará. Também atuou como advogado.
Assumiu a presidência do estado, e permaneceu no cargo entre 1 de fevereiro de 1929 a 30 de outubro de 1930, após a saída de Dionísio Bentes, sendo ele o responsável pela resistência a Revolução de 1930 no Pará.